# Владимировка (Благовещенский район)
Владимировка (баш. Владимировка) — деревня в Благовещенском районе Башкортостана, относится к Старонадеждинскому сельсовету.

## Население
| 2002 | 2009 | 2010 |
| ---- | ---- | ---- |
| 33   | ↗39  | ↘24  |

Согласно переписи 2002 года, преобладающая национальность — русские (100 %).

## История
Владимировка (Вознесенско-Владимирский починок) был образован переселенцами из Вятской губернии в 1882 году возле протекающей здесь реки Уфимки.
Среди крестьян починка было много Абрамовых, Сивачевых, Амозовых, Киселевых, также проживали Дудины, Улановы, Макеевы, Базанины, Столяровы, Дерины и др.
В 1895 году на территории Вознесенско-Владимирского починка проживало 164 человека. Все жители входили в земельное товарищество, в собственности которого находилась вся земля — 263,75 десятины. Богатых крестьян не было, лишь пять хозяев имели более 15 десятин собственной земли. 26 хозяев арендовали землю — своей было недостаточно. Нужды жителей обслуживал хлебозапасный магазин.
Перепись 1917 года зафиксировала в починке 40 домохозяйств и 259 человек. Самым состоятельным был 50-летний Артемий Ефимович Абрамов, который имел 20,99 десятины земли, держал пять лошадей, 11 коров, 28 овец и десять свиней. Другой Абрамов — 78-летний Николай Абрамович — имел 31,49 десятины земли, засевал 18,15 десятины, держал четырех лошадей, шесть коров и 20 свиней.
В советское время и вплоть до 2008 года Владимировка входила в состав Быковского сельсовета, сейчас деревня относится к Старонадеждинскому сельсовету. С 1950-х годов и до конца советских времен деревня входила в колхоз «Урал».

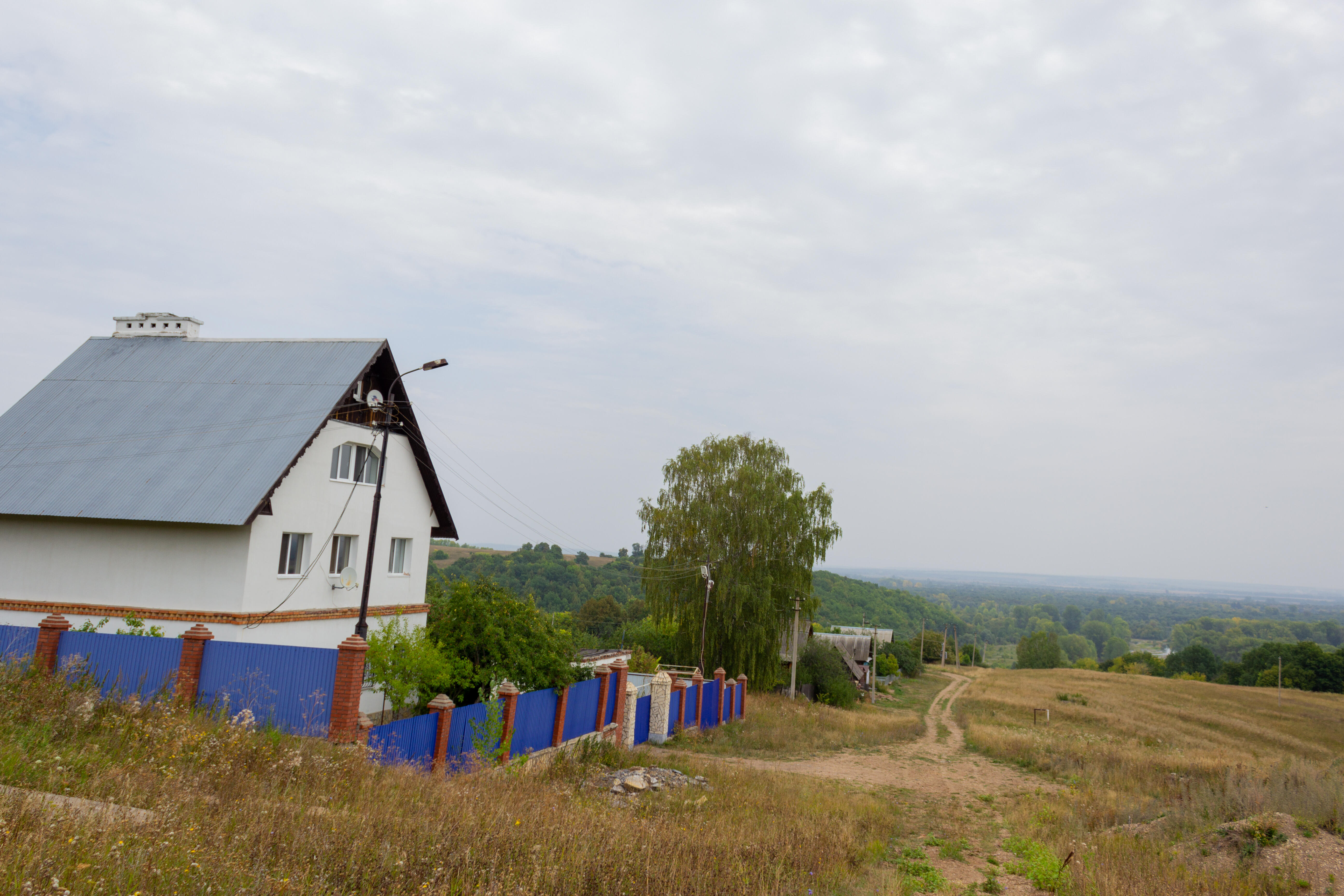
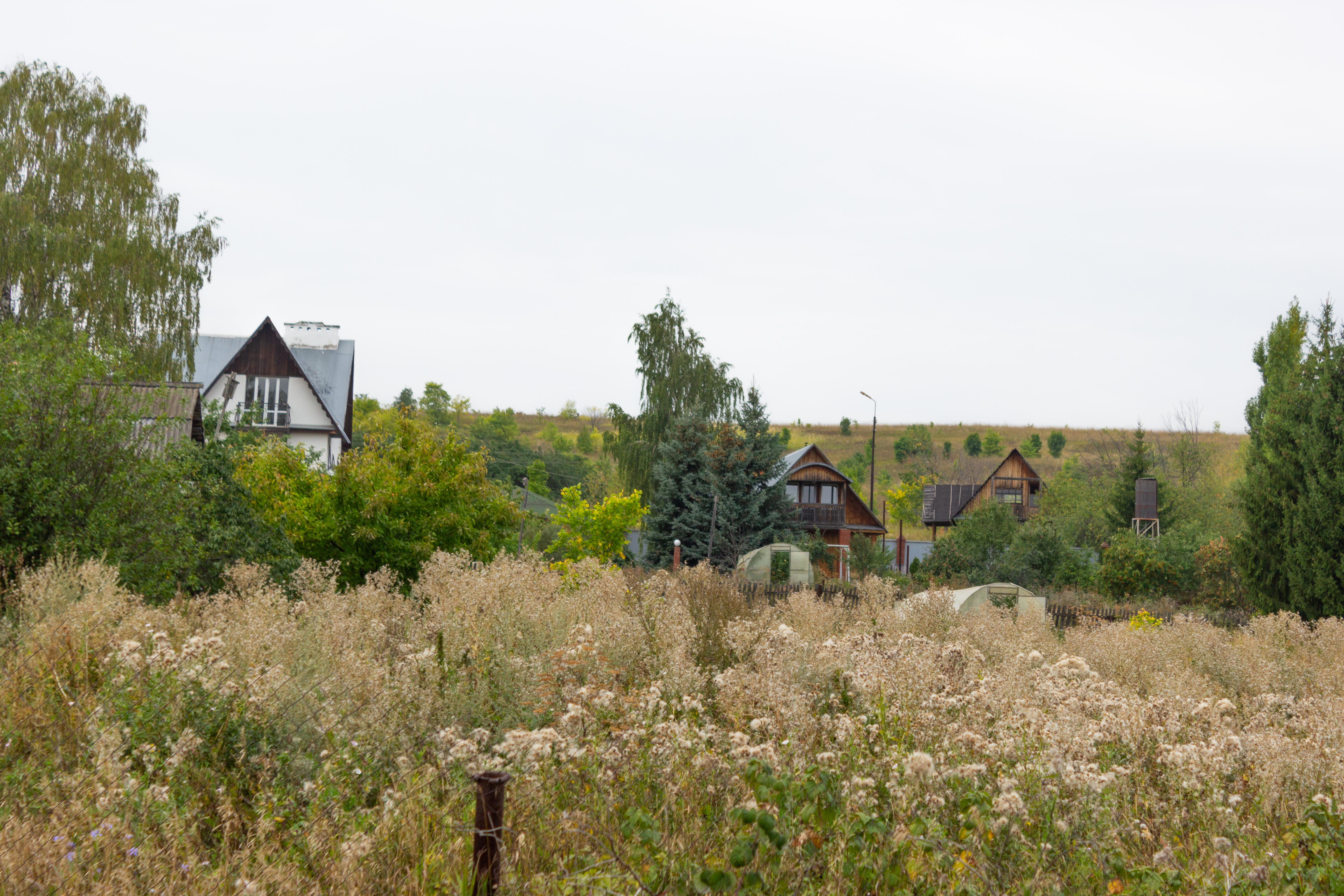
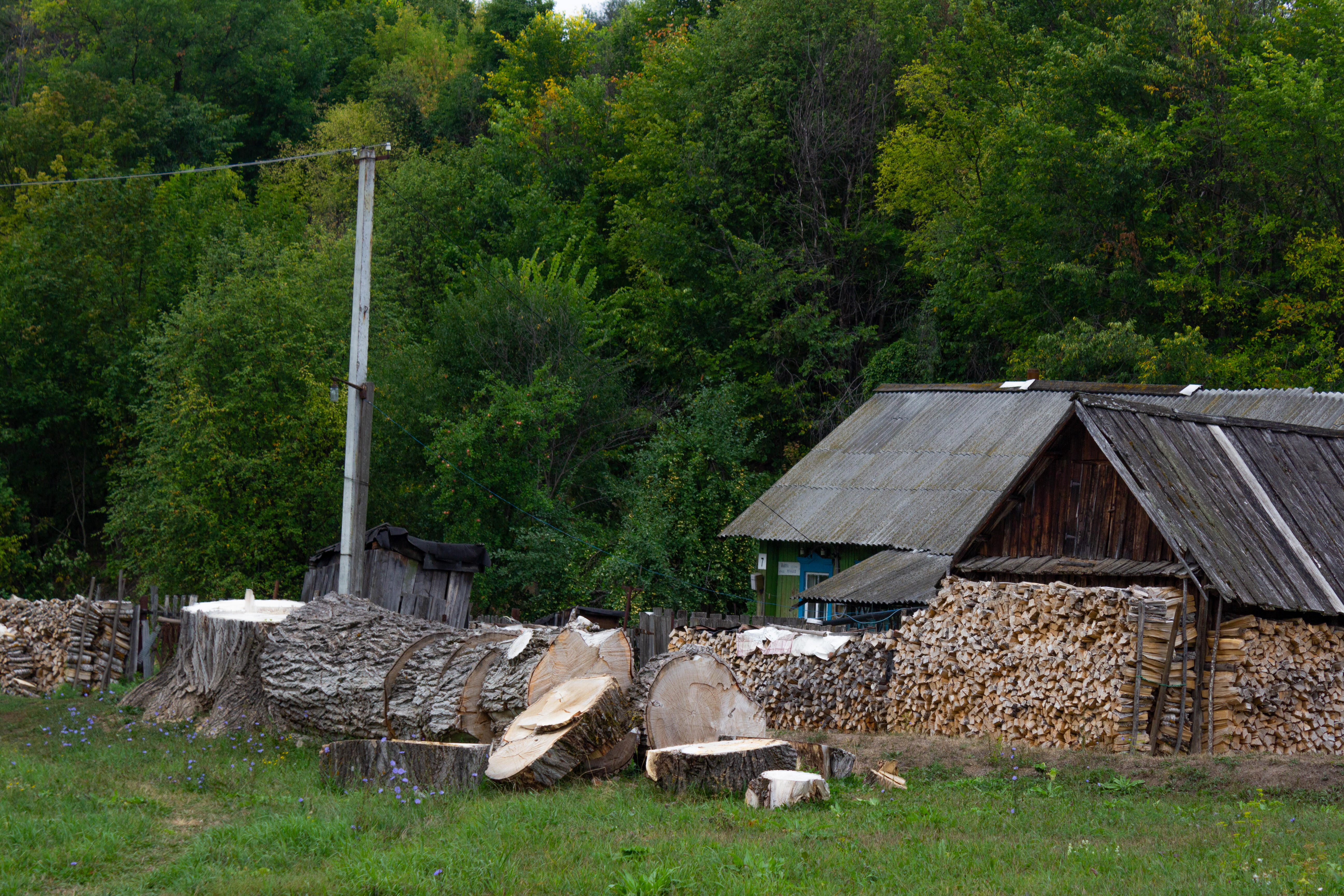

## Географическое положение
Находится на правом берегу реки Уфы.
Расстояние до:
- районного центра (Благовещенск): 45 км,
- ближайшей ж/д станции (Загородная): 43 км.